# Phyllanthus tenellus
Phyllanthus tenellus là một loài thực vật có hoa trong họ Diệp hạ châu. Loài này được Roxb. miêu tả khoa học đầu tiên năm 1832.

## Hình ảnh

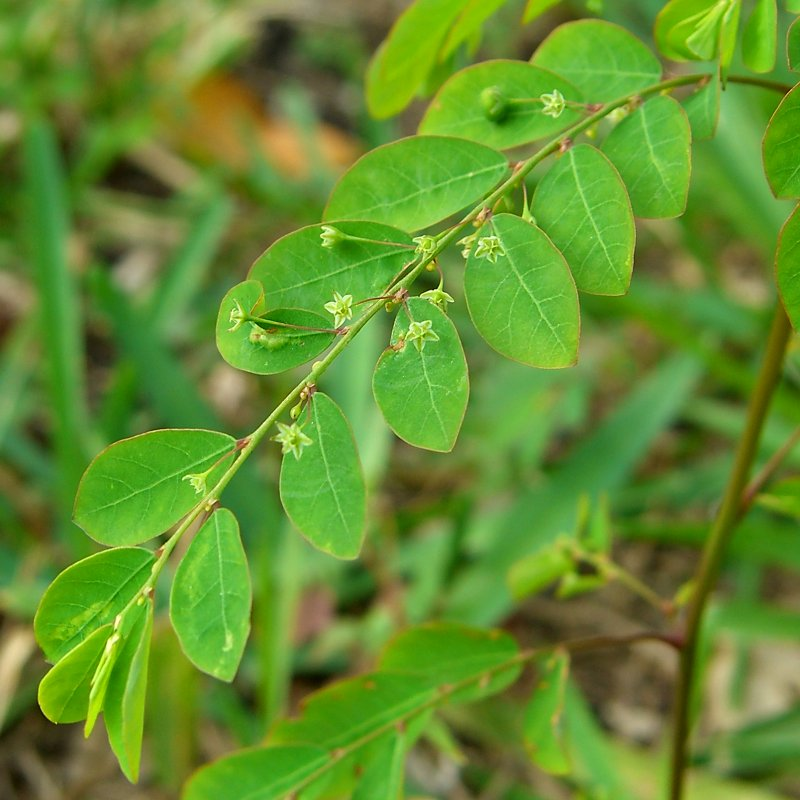
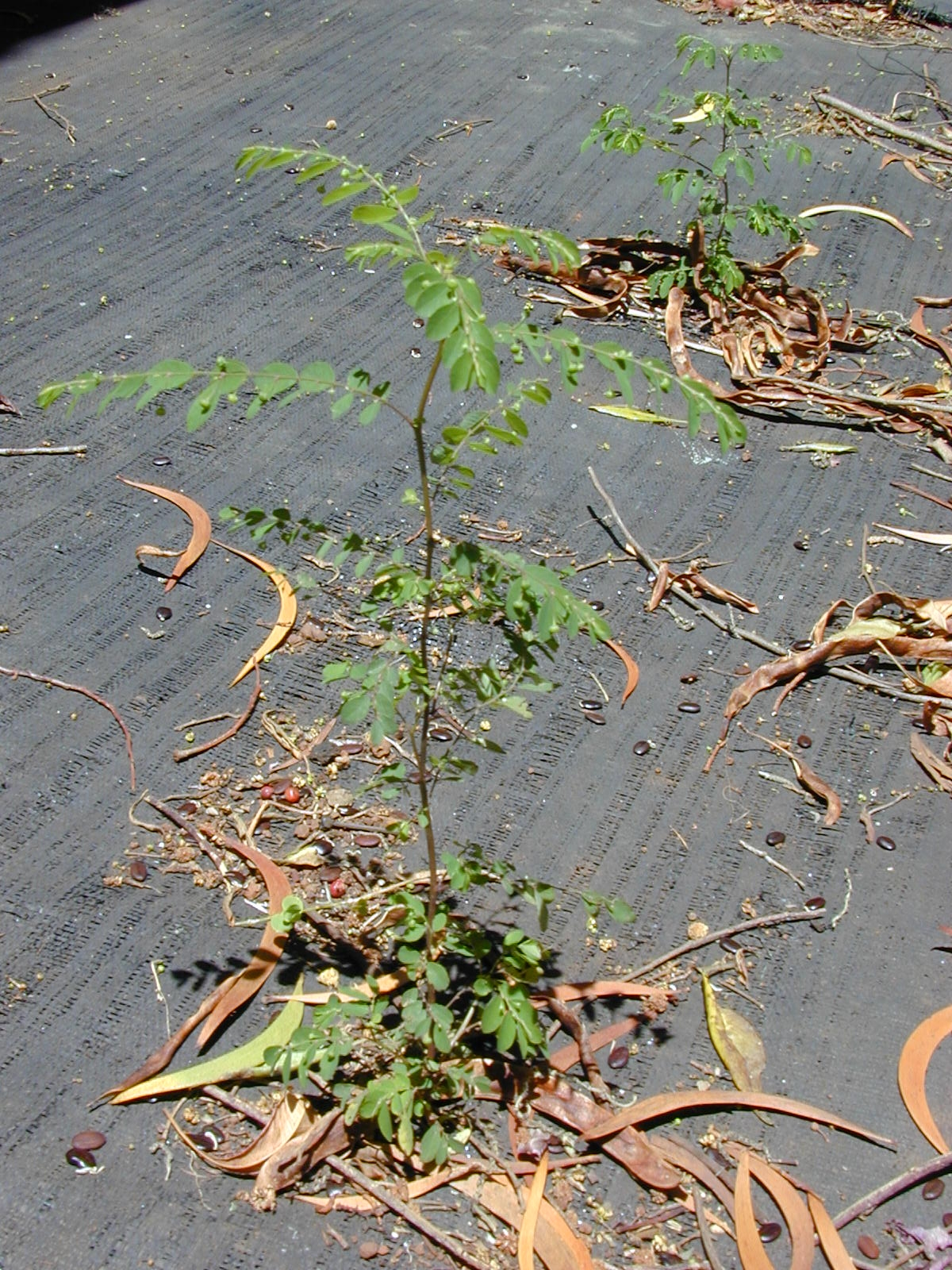
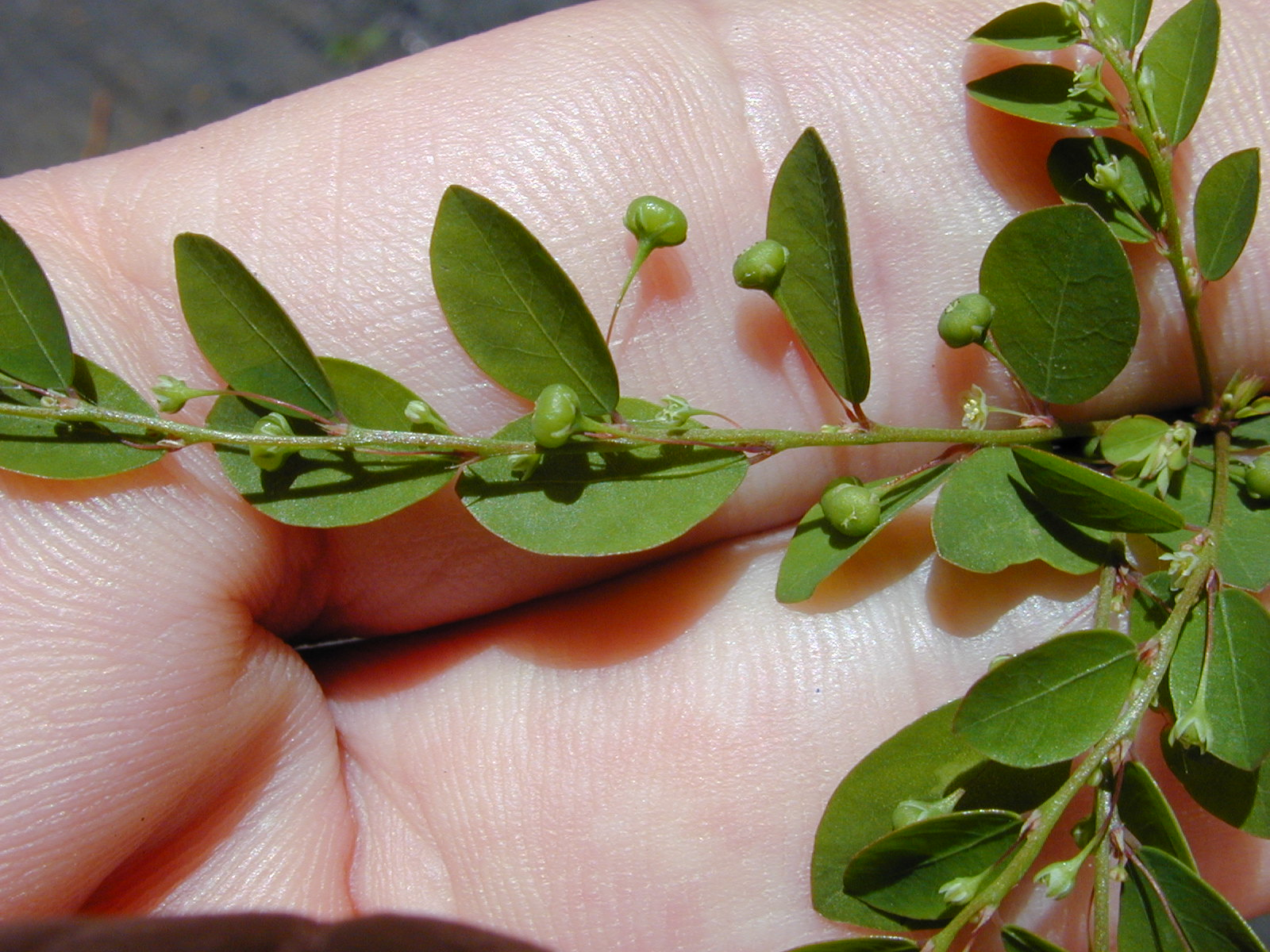